# Герб Астурии
Герб Астурии — официальный геральдический символ автономного сообщества и провинции Астурия, находящейся на севере Испании.

## История
Современный герб Астурии берет своё начало в XVIII веке, когда предыдущий четверочастный был заменен гербом с золотым крестом на лазоревом поле с надписью на латыни по периметру герба. Этот крест, который сами испанцы называют «Крестом Победы», — символ освобождения Испании от мусульманского владычества и окончания реконкисты. Классические христианские символы Альфа и Омега, прикрепленные к перекладине креста, были добавлены несколько позже.
Девиз «HOC SIGNO TUETUR PIUS, HOC SIGNO VINCITUR INIMICUS» можно перевести как: «Этим знаком храним благочестивый, этим знаком враг будет побежден». Свой современный облик герб Астурии принял 27 апреля 1984 года.

предполагаемый щит Королевства Астурия, предположение основано на флаге